# Глас (1945)
Вижте пояснителната страница за други значения на Глас.
„Глас“ (на македонска литературна норма: Глас) е комунистически вестник на Комунистическата съпротива във Вардарска Македония, орган на Четиридесет и осма македонска дивизия на НОВЮ.
Първият брой на вестника излиза през март 1945 година. Той е 18 страници, умножен на гещетнер. Двойният 2-3 брой е печатан в моредната градска печатница в Бръчко, с клиширан илюстративен материал. В него излиза и фактографският материал „Нашата дивизија во завршните операции и новите задачи“.